# 南宋淮东淮西总领列表

## 总领淮东军马钱粮、专一报发御前军马文字
| 姓名   | 階官                  | 职事官                                 | 贴职   | 到任日期                   | 离职日期                 | 离任原因 |
| ------ | --------------------- | -------------------------------------- | ------ | -------------------------- | ------------------------ | --- |
| 胡纺   | 右中奉大夫            | 司农寺少卿 ↓ 司农寺卿                  | 直秘阁 | 绍兴十一年 （1141年） 六月 | 十二年 （1142年） 十二月 | 右谏议大夫罗汝檝论其守江阴日 奴事董旼等三人 因得韓世忠幕下幹辦 見世忠被召為樞密 乃發數人之私 殿中侍御史江邈亦按論其奴事大帥官屬 賴以為地 他日事異 又極力擠之 不啻仇讐 |
| 吕希常 | 右朝散郎              | 司农寺少卿                             |        | 十二年 （1142年） 十二月   | 十三年 （1143年） 闰四月 | 改任 总领淮西江东军马钱粮 专一报发御前军马文字 |
| 吴彦璋 | 右朝奉大夫            | 太府寺少卿                             |        | 十三年 （1143年） 闰四月   | 十四年 （1144年） 九月   | 除广南西路提点刑狱公事 |
| 林大声 | 左朝请大夫            | 太府寺少卿                             |        | 十四年 （1144年） 十月     | 十六年 （1146年） 三月   | 除江南东路转运副使 |
| 华初成 | 右朝散郎              | 太府寺丞                               |        | 十六年 （1146年） 三月     | 是年 （1146年） 五月     | 供职行在 |
| 荣薿   | 右朝奉大夫            | 仓部司郎中                             |        | 十六年 （1146年） 五月     | 十七年 （1147年） 二月   | 知镇江府 |
| 周石   | 右朝请郎 ↓ 右朝请大夫 | 金部司员外郎 ↓ 金部司郎中              |        | 十七年 （1147年） 二月     | 二十五年 （1155年） 八月 | 除江南东路转运副使 |
| 苏振   | 右朝散郎              | 太府寺丞                               |        | 二十五年 （1155年） 八月   | 二十六年 （1156年） 五月 | 罢免 |
| 董苹   | 右朝请大夫            | 金部司郎中                             |        | 二十六年 （1156年） 五月   | 二十八年 （1158年） 三月 | 知镇江府 |
| 朱夏卿 | 右承议郎 ↓ 右朝奉郎   | 司农寺丞 ↓ 户部司员外郎 ↓ 司农寺少卿   |        | 二十八年 （1158年） 三月   | 三十二年 （1162年） 三月 | 供职行在 |
| 徐康   | 右朝请大夫            | 户部司员外郎                           |        | 三十二年 （1162年） 三月   | 是年 （1162年） 四月     | 主管台州崇道观 |
| 洪适   | 左朝请大夫            | 户部司员外郎 ↓ 户部司郎中 ↓ 司农寺少卿 |        | 三十二年 （1162年） 四月   | 隆兴二年 （1164年） 三月 | 供职行在 |
| 王弗   | 右中散大夫            | 行司农寺少卿                           |        | 二年 （1164年） 三月       | 乾道元年 （1165年） 三月 | 除刑部侍郎 |
| 张津   | 右朝散郎              | 度支司员外郎                           |        | 乾道元年 （1165年） 三月   | 是年 （1165年） 八月     | 除 总领浙西江东财赋 淮东军马钱粮 专一报发御前军马文字 |

## 总领浙西江东财赋、淮东军马钱粮、专一报发御前军马文字
| 姓名     | 階官                     | 职事官                                    | 贴职                    | 到任日期                                                               | 离职日期                                                         | 离任原因                                     |
| -------- | ------------------------ | ----------------------------------------- | ----------------------- | ---------------------------------------------------------------------- | ---------------------------------------------------------------- | -------------------------------------------- |
| 张津     | 右朝散郎                 | 度支司员外郎                              |                         | 乾道元年 （1165年） 八月                                               | 是年 （1165年） 八月                                             | 罢免                                         |
| 赵公称   | 左朝奉大夫 ↓ 左朝散大夫  | 户部司郎中                                |                         | 乾道元年 （1165年） 九月                                               | 二年 （1166年） 四月                                             | 主管台州崇道观                               |
| 韩元龙   | 右朝奉郎                 | 户部司员外郎 ↓ 户部司郎中                 |                         | 二年 （1166年） 四月                                                   | 是年 （1166年） 十一月                                           | 主管台州崇道观                               |
| 韩彦直   | 左朝议大夫               | 户部司郎中 ↓ 司农寺少卿                   |                         | 二年 （1166年） 十二月                                                 | 四年 （1168年） 二月                                             | 除江南西路转运副使                           |
| 吕擢     | 右朝请大夫               | 司农寺少卿                                |                         | 四年 （1168年） 三月                                                   | 六年 （1170年） 二月                                             | 罢免                                         |
| 蔡洸     | 右朝散郎 右朝请郎        | 度支司员外郎 司农寺卿                     |                         | 六年 （1170年） 三月 七年 （1171年） 五月                              | 是年 （1170年） 四月 九年 （1173年） 正月                        | 知镇江府 除户部侍郎                          |
| 曾逮     | 右朝散郎                 | 户部司员外郎                              |                         | 九年 （1173年） □月                                                    | 是年 （1173年） 八月                                             | 改知荆南府                                   |
| 胡与可   | 右朝奉郎                 | 户部司员外郎                              |                         | 九年 （1173年） 九月                                                   | 淳熙元年 （1174年） 四月                                         | 改知临安府                                   |
| 许子中   | 承议郎 ↓ 朝奉郎          | 户部司员外郎                              |                         | 淳熙元年 （1174年） 四月                                               | 二年 （1175年） 正月                                             | 除宫观                                       |
| 钱良臣   | 奉议郎 ↓ 朝散郎          | 试军器监少监 兼 户部左曹郎官 ↓ 太府寺少卿 |                         | 二年 （1175年） 正月                                                   | 四年 （1177年） 正月                                             | 除起居郎                                     |
| 赵思     | 朝奉郎                   | 户部司员外郎                              |                         | 四年 （1177年） 二月                                                   | 是年 （1177年） 九月                                             | 除起居舍人                                   |
| 叶翥     | 朝奉郎 ↓ 朝散郎          | 金部司员外郎 ↓ 司农寺卿                   |                         | 四年 （1177年） 十月                                                   | 七年 （1180年） 八月                                             | 除户部侍郎                                   |
| 宇文子震 | 朝奉郎                   | 秘书省著作郎 兼 权户部左曹郎官            |                         | 七年 （1180年） 十月                                                   | 九年 （1182年） 二月                                             | 除国子监司业                                 |
| 朱佺     | 朝奉大夫 ↓ 朝散大夫      | 太府寺少卿                                |                         | 九年 （1182年） 二月                                                   | 十年 （1183年） 八月                                             | 丁母忧                                       |
| 吴琚     | 朝散郎 ↓ 朝奉大夫        | 户部司员外郎 ↓ 司农寺少卿                 |                         | 十年 （1183年） 八月                                                   | 十四年 （1187年） 十二月                                         | 除宫观                                       |
| 赵师𢍰   | 朝请郎 ↓ 朝散大夫        | 户部司员外郎 ↓ 户部司郎中                 |                         | 十四年 （1187年） 十二月                                               | 十六年 （1189年） 闰五月                                         | 除太府寺少卿                                 |
| 钱端忠   | 朝议大夫                 | 金部司郎中 ↓ 司农寺少卿                   |                         | 绍熙元年 （1190年） 七月                                               | 二年 （1191年） 十二月                                           | 除 总领淮西江东军马钱粮 专一报发御前军马文字 |
| 刘颖     | 朝请大夫                 | 户部司郎中 ↓ 司农寺少卿                   |                         | 绍熙元年 （1190年） 七月                                               | 二年 （1191年） 十二月                                           | 除 总领淮西江东军马钱粮 专一报发御前军马文字 |
| 吴珽     | 朝奉郎 ↓ 朝请郎          | 守太府寺少卿 ↓ 太府寺卿                   |                         | 三年 （1192年） 正月                                                   | 五年 （1194年） 十一月                                           | 赴行在奏事                                   |
| 叶适     | 朝请郎                   | 试太府寺卿                                |                         | 五年 （1194年） 十二月                                                 | 庆元二年 （1196年） 三月                                         | 罢免                                         |
| 朱希颜   | 中大夫                   | 太府寺少卿 ↓ 太府寺卿                     |                         | 二年 （1196年） 四月                                                   | 四年 （1198年） 二月                                             | 召赴行在                                     |
| 沈作宾   | 朝请大夫                 | 太府寺少卿                                |                         | 四年 （1198年） 二月                                                   | 五年 （1199年） 九月                                             | 改知绍兴府                                   |
| 薛绍     | 朝散大夫 ↓ 朝请大夫      | 户部司员外郎 ↓ 户部司郎中 ↓ 太府寺少卿    |                         | 五年 （1199年） 十月                                                   | 嘉泰二年 （1202年） 七月                                         | 除太常寺少卿                                 |
| 梁季珌   | 朝请大夫 ↓ 朝议大夫      | 户部司郎中 ↓ 太府寺卿                     |                         | 二年 （1202年） 八月                                                   | 开禧元年 （1205年） 九月                                         | 除中书门下省检正诸房公事                     |
| 赵不儳   | 朝散大夫                 | 户部司郎中                                |                         | 开禧元年 （1205年） 十月                                               | 二年 （1206年） 四月                                             | 罢免                                         |
| 林祖洽   | 中奉大夫                 | 司农寺卿                                  |                         | 二年 （1206年） 四月                                                   | 是年 （1206年） 八月                                             | 改知太平州                                   |
| 程凖     | 朝散大夫 ↓ 朝请大夫      | 户部司郎中                                |                         | 二年 （1206年） 八月                                                   | 三年 （1207年） 五月                                             | 除宫观                                       |
| 叶籈     | 朝奉郎 ↓ 朝奉大夫        | 太府寺少卿                                |                         | 三年 （1207年） 三月                                                   | 嘉定元年 （1208年） 八月                                         | 致仕                                         |
| 汪文振   | 朝散大夫                 | 司农寺少卿                                |                         | 嘉定元年 （1208年） 九月                                               | 二年 （1209年） 七月                                             | 与监司差遣                                   |
| 林祖洽   | 中奉大夫 ↓ 中大夫        | 权户部侍郎 ↓ 试户部侍郎                   |                         | 二年 （1209年） 七月                                                   | 四年 （1211年） 四月                                             | 除职到部                                     |
| 钱仲彪   | 中大夫                   | 司农寺卿 ↓ 大理寺卿                       |                         | 四年 （1211年） 六月                                                   | 八年 （1215年） 八月                                             | 赴行在供职                                   |
| 宋均     | 朝请郎                   | 户部司郎中                                |                         | 八年 （1215年） 八月                                                   |                                                                  |                                              |
| 王纲     | 朝散郎                   | 户部司员外郎                              |                         | 十一年 （1218年） 七月                                                 |                                                                  |                                              |
| 程单     | 朝请大夫                 | 司农寺卿                                  |                         | 十二年 （1219年） 三月                                                 |                                                                  |                                              |
| 岳珂     | 承议郎 ↓ 朝奉郎 朝散大夫 | 守军器监监 司农寺卿 ↓ 权户部侍郎          |                         | 十四年 （1221年） 九月 宝庆三年 （1227年） 三月 绍定元年 （1228年） 冬 | 是年 （1221年） 十二月 是年 （1227年） 五月 二年 （1229年） 六月 |                                              |
| 韩大伦   | 承议郎                   |                                           | 直秘阁                  | 六年 （1233年） 十二月                                                 | 端平二年 （1235年） 六月                                         |                                              |
| 吴渊     | 朝请郎                   | ↓ 太府寺少卿 ↓ 权工部侍郎 权户部侍郎      | 右文殿修撰 ↓ 集英殿修撰 | 二年 （1235年） 六月 嘉熙元年 （1237年） 六月                          | 三年 （1236年） 十二月 二年 （1238年） 六月                      | 除权兵部侍郎 召赴行在                        |
| 吴潜     | 朝请大夫                 | 试户部侍郎                                | 宝谟阁侍制              | 嘉熙二年 （1238年） 七月                                               | 三年 （1239年） 三月                                             | 除沿海制置使兼知庆元府                       |
| 丁晖     | 中大夫                   | 太府寺少卿                                |                         | 三年 （1239年） 七月                                                   |                                                                  |                                              |
| 丁煜     | 中大夫                   | 太府寺卿                                  |                         | 四年 （1240年） 四月                                                   | 是年 （1240年） 十月                                             |                                              |
| 吴渊     |                          | 户部侍郎                                  | 宝章阁侍制              | 四年 （1240年） 十月                                                   | 淳祐元年 （1241年） 二月                                         | 移动知太平州                                 |
| 邱岳     | 中奉大夫                 | 司农寺少卿                                |                         | 淳祐元年 （1241年） 三月                                               | 是年 （1241年） 三月                                             |                                              |
| 徐瑑     | 奉议郎                   | 户部左曹郎官                              |                         | 二年 （1242年） 七月                                                   |                                                                  |                                              |
| 马光祖   | 朝请大夫                 | 军器监监                                  |                         | 三年 （1243年） 六月                                                   |                                                                  |                                              |
| 王埜     | 朝请大夫                 | 司农寺少卿                                | 秘阁修撰                | 四年 （1244年） 九月                                                   |                                                                  |                                              |
| 赵汝捍   | 朝议大夫                 |                                           | 直华文阁                | 七年 （1247年） 六月                                                   |                                                                  |                                              |
| 赵与杰   | 朝请郎                   | 太府寺卿                                  |                         | 八年 （1248年） 八月                                                   |                                                                  |                                              |
| 余晦     | 通直郎                   | 太府寺丞                                  |                         | 九年 （1249年） 五月                                                   |                                                                  |                                              |
| 徐㮚     | 中散大夫                 | 户部司郎中 ↓ 太府寺少卿 ↓ 太府寺卿        |                         | 十一年 （1251年） 六月                                                 | 宝祐三年 （1255年） 夏                                           | 召还                                         |
| 赵与訔   | 朝请大夫                 | 将作监监                                  |                         | 三年 （1255年） 五月                                                   | 六年 （1258年） 五月                                             | 除江南西路转运副使                           |
| 徐㮚     | 正奉大夫                 | 户部尚书                                  |                         | 六年 （1258年） 五月                                                   | 开庆元年 （1259年） 十一月                                       | 召还                                         |
| 麋弇     | 朝奉大夫                 | 将作监监                                  |                         | 景定元年 （1260年） 七月                                               | 二年 （1261年） 三月                                             | 召还                                         |
| 赵日起   | 朝散郎                   |                                           | 直秘阁                  | 二年 （1261年） 三月                                                   |                                                                  |                                              |
| 吴势卿   | 朝请郎                   | 户部左曹郎官                              |                         | 二年 （1261年） 四月                                                   |                                                                  |                                              |
| 章炯     | 朝请大夫                 | 军器监监                                  |                         | 三年 （1262年） 九月                                                   | 四年 （1263年） 九月                                             | 离任                                         |
| 赵汝楳   | 中大夫                   | 太府寺卿                                  |                         | 四年 （1263年） 九月                                                   | 五年 （1264年） 八月                                             | 离任                                         |
| 陆景思   | 中大夫                   | 权户部侍郎                                |                         | 五年 （1264年） 九月                                                   |                                                                  |                                              |
| 赵与可   | 承议郎                   | 试将作监监                                |                         | 五年 （1264年） 十二月                                                 |                                                                  |                                              |
| 曹元发   | 朝请大夫                 | 太府寺少卿                                |                         | 咸淳三年 （1267年） 正月                                               |                                                                  |                                              |
| 赵孟奎   | 朝请大夫                 |                                           |                         | 四年 （1268年） □月                                                    |                                                                  |                                              |
| 赵溍     | 朝议大夫                 |                                           | 直徽猷阁                | 六年 （1270年） □月                                                    | 九年 （1273年） 六月                                             | 迁沿江制置使                                 |

## 总领两淮浙西江东财赋军马钱粮、专一报发御前军马文字
| 姓名 | 階官       | 职事官     | 贴职     | 到任日期                 | 离职日期               | 离任原因                                                |
| ---- | ---------- | ---------- | -------- | ------------------------ | ---------------------- | ------------------------------------------------------- |
| 沈复 | 左朝请郎   | 太府寺少卿 |          | 乾道六年 （1170年） 四月 | 是年 （1170年） 八月   | 改任 总领湖广江西财赋 京湖军马钱粮 专一报发御前军马文字 |
| 张松 | 右中奉大夫 | 太府寺少卿 | 直显谟阁 | 六年 （1170年） 十一月   | 是年 （1170年） 十二月 | 知镇江府                                                |
| 唐琢 | 右朝散大夫 | 太府寺卿   |          | 七年 （1171年） 三月     | 是年 （1171年） 五月   | 罢免                                                    |
| 蔡洸 | 右朝请郎   | 司农寺少卿 |          | 七年 （1171年） 五月     | 是年 （1171年） 五月   | 复置两淮总领所                                          |

## 权总领两淮浙西江东财赋军马钱粮、专一报发御前军马文字
| 姓名 | 階官       | 职事官 | 贴职     | 到任日期                 | 离职日期               | 离任原因                                             |
| ---- | ---------- | ------ | -------- | ------------------------ | ---------------------- | ---------------------------------------------------- |
| 张松 | 右中奉大夫 |        | 直显谟阁 | 乾道六年 （1170年） 五月 | 是年 （1170年） 十一月 | 除 总领两淮浙西江东财赋军马钱粮 专一报发御前军马文字 |

## 总领淮西江东军马钱粮、专一报发御前军马文字
| 姓名   | 階官                                                 | 职事官                                                  | 贴职                      | 到任日期                   | 离职日期                 | 离任原因                                                                |
| ------ | ---------------------------------------------------- | ------------------------------------------------------- | ------------------------- | -------------------------- | ------------------------ | ----------------------------------------------------------------------- |
| 吴彦璋 | 右朝散郎                                             | 太府寺少卿                                              |                           | 绍兴十一年 （1141年） 五月 | 十三年 （1143年） 闰四月 | 除 淮东军马钱粮 专一报发御前军马文字                                    |
| 吕希常 | 右朝散郎 ↓ 右朝请郎 ↓ 右朝奉大夫                     | 司农寺少卿                                              |                           | 十三年 （1143年） 闰四月   | 二十四年 （1154年） 十月 | 致仕                                                                    |
| 徐林   | 左朝散郎                                             | 太府寺少卿                                              |                           | 二十六年 （1156年） 三月   | 二十七年 （1157年） 四月 | 归班                                                                    |
| 赵子潚 | 左朝散大夫                                           | 户部司郎中                                              |                           | 二十七年 （1157年） 五月   | 是年 （1157年） 八月     | 除两浙路转运副使                                                        |
| 方师尹 | 左奉议郎 ↓ 右承议郎                                  | 金部司员外郎 ↓ 太府寺少卿                               |                           | 二十七年 （1157年） 八月   | 二十九年 （1159年） 三月 | 除左司郎中                                                              |
| 都洁   | 左朝散大夫 ↓ 左朝请大夫                              | 户部司郎中 ↓ 司农寺少卿                                 |                           | 三十年 （1160年） 三月     | 三十二年 （1162年） 正月 | 归班                                                                    |
| 李若川 | 右朝散大夫 ↓ 右朝请大夫                              | 户部司员外郎 ↓ 户部司郎中                               |                           | 三十二年 （1162年） 二月   | 隆兴二年 （1164年） 五月 | 除右司郎中                                                              |
| 杨倓   | 左朝请大夫 ↓ 左中奉大夫                              | 司农寺少卿 ↓ 司农寺卿                                   | ↓ 敷文阁侍制              | 二年 （1164年） 六月       | 乾道二年 （1166年） 八月 | 提举佑神观                                                              |
| 司马伋 | 右朝散郎                                             | 户部司员外郎                                            |                           | 二年 （1166年） 八月       | 是年 （1166年） 十月     | 丁忧                                                                    |
| 叶衡   | 左朝奉郎 ↓ 左朝请郎                                  | 太府寺丞 ↓ 户部司员外郎 ↓ 太府寺少卿                    |                           | 二年 （1166年） 十一月     | 六年 （1170年） 正月     | 除权户部侍郎                                                            |
| 沈复   | 左朝请郎                                             | 太府寺少卿                                              |                           | 六年 （1170年） 二月       | 是年 （1170年） 四月     | 淮东淮西总领所合并 除 总领两淮浙西江东财赋军马钱粮 专一报发御前军马文字 |
| 查籥   | 右朝散郎                                             | 户部司员外郎                                            |                           | 七年 （1171年） 六月       | 是年 （1171年） 七月     | 改知镇江府                                                              |
| 周閟   | 右朝散郎                                             | 户部司员外郎 ↓ 户部司郎中                               |                           | 七年 （1171年） 八月       | 八年 （1172年） 五月     | 归班                                                                    |
| 滕㢗   | 右朝请郎                                             | 户部司员外郎                                            |                           | 八年 （1172年） 五月       | 是年 （1172年） 七月     | 除荆湖北路转运副使                                                      |
| 单夔   | 右奉议郎 ↓ 承议郎                                    | 户部司员外郎 ↓ 司农寺少卿 ↓ 司农寺卿                    |                           | 八年 （1172年） 八月       | 淳熙三年 （1176年） 正月 | 除权户部侍郎                                                            |
| 盖经   | 奉议郎 ↓ 承议郎 ↓ 朝奉郎 ↓ 朝请郎                    | 司农寺丞 兼 权户部左曹郎官 ↓ 户部左曹郎官 ↓ 太府寺少卿  |                           | 三年 （1176年） 二月       | 六年 （1179年） 八月     | 除权户部侍郎                                                            |
| 叶宏   | 朝奉郎 ↓ 朝散郎                                      | 太府寺少卿                                              |                           | 六年 （1179年） 八月       | 九年 （1182年） 七月     | 罢免                                                                    |
| 韩彦质 | 朝请大夫 ↓ 奉直大夫                                  | 太府寺少卿                                              |                           | 九年 （1182年） 八月       | 十年 （1183年） 五月     | 除太府寺卿兼知临安府                                                    |
| 蔡戡   | 朝奉郎                                               | 太府寺少卿                                              |                           | 十年 （1183年） 七月       |                          | 改任 总领湖广江西财赋 京湖军马钱粮 专一报发御前军马文字                 |
| 赵汝谊 | 朝奉大夫 ↓ 朝散大夫 ↓ 朝请大夫 ↓ 朝议大夫            | 太府寺少卿 ↓ 试太府寺卿                                 |                           | 十年 （1183年） 十一月     | 十五年 （1188年） 八月   | 致仕                                                                    |
| 张抑   | 朝奉郎 ↓ 朝散郎 ↓ 朝请郎                             | 太府寺少卿                                              |                           | 十五年 （1188年） 九月     | 绍熙元年 （1190年） 六月 | 丁忧                                                                    |
| 钱端忠 | 朝议大夫 ↓ 中散大夫                                  | 金部司郎中 ↓ 司农寺少卿                                 |                           | 绍熙元年 （1190年） 八月   | 三年 （1192年） 正月     | 除江南西路转运副使                                                      |
| 刘頴   | 朝请大夫                                             | 司农寺少卿                                              |                           | 三年 （1192年） 正月       | 是年 （1192年） 六月     | 丁母忧                                                                  |
| 郑湜   | 朝散郎 ↓ 朝请郎                                      | 仓部司员外郎                                            |                           | 是年 （1192年） 九月       | 五年 （1194年） 三月     | 归班                                                                    |
| 赵师𢍰 | 朝请大夫 ↓ 朝议大夫 ↓ 中奉大夫                       | 太府寺少卿                                              |                           | 五年 （1194年） 三月       | 庆元元年 （1195年） 五月 | 罢免                                                                    |
| 胡瑑   | 朝奉大夫                                             | 司农寺卿                                                |                           | 庆元元年 （1195年） 六月   | 二年 （1196年） 三月     | 召赴行在奏事                                                            |
| 万鐘   | 中大夫                                               | 司农寺卿                                                |                           | 二年 （1196年） 七月       | 三年 （1197年） 三月     | 知镇江府                                                                |
| 杨文昺 | 朝散大夫 ↓ 朝请大夫                                  | 户部司员外郎 ↓ 太府寺少卿                               |                           | 三年 （1197年） 四月       | 四年 （1198年） 六月     | 致仕                                                                    |
| 曾炎   | 朝散大夫 ↓ 朝请大夫                                  | 户部司郎中                                              |                           | 四年 （1198年） 七月       | 五年 （1199年） 八月     | 除福建路转运副使                                                        |
| 曾㮚   | 朝奉郎 ↓ 朝散郎 ↓ 朝请郎                             | 户部司郎中 ↓ 太府寺少卿                                 |                           | 五年 （1199年） 八月       | 六年 （1200年） 十二月   | 除福建路转运副使                                                        |
| 韩亚卿 | 朝请大夫 ↓ 朝议大夫 ↓ 中奉大夫                       | 户部司郎中 ↓ 太府寺少卿                                 |                           | 六年 （1200年） 十二月     | 嘉泰二年 （1202年） 九月 | 赴行在奏事                                                              |
| 王补之 | 朝请大夫                                             | 试太府寺卿                                              |                           | 二年 （1202年） 九月       | 三年 （1203年） 十二月   | 赴行在奏事                                                              |
| 叶籈   | 朝请郎                                               | 户部司郎中                                              |                           | 四年 （1204年） 四月       | 开禧元年 （1205年） 正月 | 赴行在奏事                                                              |
| 商飞卿 | 朝议大夫                                             | 试司农寺卿 ↓ 权户部侍郎 ↓ 户部侍郎                      |                           | 开禧元年 （1205年） 正月   | 三年 （1207年） 四月     | 致仕                                                                    |
| 徐邦宪 | 奉议郎                                               | 户部司员外郎                                            |                           | 三年 （1207年） 五月       | 嘉定元年 （1208年） 三月 | 召赴行在奏事                                                            |
| 李洪   | 朝议大夫                                             | 太府寺少卿                                              |                           | 嘉定元年 （1208年） 三月   | 二年 （1209年） 二月     | 除宫观                                                                  |
| 赵不□  | 朝请大夫                                             | 司农寺少卿 ↓ 试司农寺卿                                 |                           | 二年 （1209年） 五月       | 五年 （1212年） 十月     | 赴行在奏事                                                              |
| 胡槻   | 朝奉大夫 ↓ 朝散大夫 ↓ 朝请大夫 ↓ 奉直大夫 ↓ 朝议大夫 | 户部司郎中 ↓ 司农寺少卿 ↓ 试司农寺卿                    |                           | 五年 （1212年） 十一月     | 十二年 （1219年） 七月   | 除职与州郡差遣                                                          |
| 商硕   | 宣义郎 ↓ 宣教郎 ↓ 奉议郎                             | 太府寺丞 兼 权户部左曹郎官 ↓ 户部司员外郎 ↓ 户部司郎中  |                           | 十二年 （1219年） 八月     |                          |                                                                         |
| 李骏   | 朝散郎 ↓ 朝请郎 ↓ 朝奉大夫 ↓ 朝散大夫 ↓ 朝请大夫     | 户部司员外郎 ↓ 户部司郎中 ↓ 司农寺少卿                  |                           | 十六年 （1221年） 三月     | 宝庆二年 （1226年） 十月 | 除宫观                                                                  |
| 戴桷   | 承议郎 ↓ 朝奉郎 ↓ 朝散郎 ↓ 朝请郎                    | 户部司员外郎 ↓ 太府寺少卿                               | ↓ 直焕章阁                | 宝庆二年 （1226年） 十月   | 三年 （1227年） 十一月   | 主管绍兴府千秋鸿禧观                                                    |
| 杨绍云 | 朝散大夫 ↓ 朝请大夫 ↓ 朝议大夫 ↓ 中奉大夫            | 权户部侍郎                                              |                           | 绍定四年 （1231年） 二月   | 五年 （1232年） 九月     | 提举安庆府真源万寿宫                                                    |
| 吴潜   | 朝散大夫                                             | 太府寺少卿 ↓ 太府寺卿                                   | ↓ 秘阁修撰                | 五年 （1232年） 九月       | 端平元年 （1234年） 五月 | 除枢密院都承旨                                                          |
| 蔡范   |                                                      |                                                         |                           |                            |                          |                                                                         |
| 何元寿 | 中奉大夫                                             | 太府寺少卿 ↓ 太府寺卿                                   | 秘阁修撰                  | 嘉熙二年 （1238年） 闰四月 | 三年 （1239年） 十一月   | 罢免                                                                    |
| 李曾伯 | 朝散大夫 ↓ 朝请大夫                                  | 户部司员外郎                                            |                           | 三年 （1239年） 十一月     | 四年 （1240年） 十一月   | 除右司郎官                                                              |
| 尤焴   | 朝奉大夫                                             | 司农寺少卿                                              |                           | 四年 （1240年） 十二月     | 淳祐二年 （1242年） 七月 | 赴行在奏事                                                              |
| 池圣夫 |                                                      |                                                         |                           |                            |                          |                                                                         |
| 王爚   | 朝请郎 ↓ 朝奉大夫                                    | 户部司员外郎                                            |                           | 五年 （1245年） 五月       | 六年 （1246年） 五月     | 除左司郎官                                                              |
| 郑霖   |                                                      |                                                         |                           |                            |                          |                                                                         |
| 韩补   | 朝奉郎 ↓ 朝散郎                                      | 户部司员外郎 ↓ 将作监监                                 |                           | 七年 （1247年） 二月       | 八年 （1248年） 三月     | 赴行在奏事                                                              |
| 陈绮   | 朝请郎 ↓ 朝奉大夫 ↓ 朝散大夫                         | 户部司员外郎 ↓ 将作监监 ↓ 司农寺少卿                    |                           | 八年 （1248年） 四月       | 十年 （1250年） 五月     | 赴行在奏事                                                              |
| 徐㮚   | 中散大夫                                             | 太府寺丞 兼 户部左曹郎官 ↓ 户部司郎中                   |                           | 十年 （1250年） 十一月     | 十一年 （1251年） 五月   | 离任                                                                    |
| 吕好问 | 中奉大夫                                             | 将作监监                                                |                           | 十一年 （1251年） 十月     |                          |                                                                         |
| 马光祖 | 中奉大夫                                             | 司农寺卿                                                |                           | 宝祐元年 （1253年） 八月   | 二年 （1254年） 十一月   | 知临安府                                                                |
| 赵与□  | 朝散郎 ↓ 朝奉大夫 ↓ 朝散大夫                         | 司农寺卿 ↓ 试司农寺卿 ↓ 权户部侍郎                      | ↓ 右文殿修撰 ↓ 集英殿修撰 | 二年 （1254年） 十二月     |                          |                                                                         |
| 余晦   | 中奉大夫 ↓ 中大夫 ↓ 太中大夫                         | 权户部侍郎 ↓ 户部侍郎                                   | ↓ 宝章阁侍制              | 五年 （1257年） 四月       | 六年 （1258年） 二月     | 知潭州 改知平江府兼淮浙发运使                                           |
| 郑羽   | 奉直大夫                                             | 户部左曹郎中                                            |                           | 六年 （1258年） 二月       | 是年 （1258年） 七月     | 离任                                                                    |
| 倪垕   | 朝散大夫 ↓ 朝请大夫 ↓ 朝议大夫                       | ↓ 太府寺丞 ↓ 户部左曹郎官 ↓ 户部司员外郎 ↓ 户部左曹郎中 |                           | 六年 （1258年） 七月       | 开庆元年 （1259年） 十月 | 离任                                                                    |
| 印应雷 | 朝奉郎 ↓ 朝散郎                                      | 军器监监                                                |                           | 开庆元年 （1259年） 十二月 | 景定元年 （1260年） 四月 | 除枢密院副都承旨                                                        |
| 马光祖 | 通奉大夫                                             |                                                         | 资政殿大学士              | 景定元年 （1260年） 五月   |                          |                                                                         |

## 权总领淮西江东军马钱粮、专一报发御前军马文字
| 姓名   | 階官       | 职事官 | 贴职         | 到任日期                       | 离职日期                   | 离任原因   |
| ------ | ---------- | ------ | ------------ | ------------------------------ | -------------------------- | ---------- |
| 宋贶   | 右宣奉大夫 |        | 敷文阁直学士 | 绍兴二十四年 （1154年） 十一月 | 二十五年 （1155年） 十一月 | 移知平江府 |
| 陈宗仁 | 朝奉郎     |        |              | 嘉定十五年 （1222年） 六月     | 十六年 （1223年） 三月     | 离任       |